# سباستيان روجاس
سباستيان روجاس (بالإسبانية: Sebastián Rojas)‏ هو لاعب كرة قدم بيروفي، ولد في 29 أكتوبر 1999.